# Nichifor Blemmydes
Nichifor Blemmydes (sau Vlemide), s-a născut la Constantinopol în 1197, a murit în 1272. Filosof bizantin, refugiat în Asia Mică după căderea Constantinopolului sub latini, peregrinează dintr-un oraș într-altul pentru a învăța retorica, logica, filosofia, științele naturii, medicina, matematicile, fizica, astronomia. Stabilit în cele din urmă la o mănăstire, întemeiază o școală și devine profesor de filosofie.

## Viața
S-a născut în Constantinopol, ca al doilea fiu al unui medic. După căderea Constantinopolului sub latini (1204), a emigrat în Asia Mică, unde a beneficiat de o educație aleasă la Prusa, Niceea, Smirna. 
După ce devine cleric se implică activ în controversele teologice dintre Biserica Răsăritului și cea a Romei, asupra purcederii Sfântului Duh. A scris pe această temă lucrări în care s-a situat de partea catolicilor.
A fondat o școală unde a avut discipoli importanți, dintre care se remarcă George Akropolitul (1217-1282), mare logothet, diplomat și strateg, prezent la conciliul de la Lyon (1274) unde a militat pentru unirea bisericilor.
Un alt discipol celebru al lui Blemmydes a fost cârmuitorul niceean Teodor al II-lea Lascaris, despot luminat care a încurajat științele și artele, a organizat învățământul și chiar a scris un tratat filosofic, Κοσμικη δηλωσις (Explicare a cosmosului).
Spre bătrânețe a devenit călugăr și s-a retras la mănăstirea construită de el însuși, în Efes.

## Opera
Blemmydes s-a preocupat de problema universaliilor, încercând să concilieze realismul și nominalismul, spunând că speciile și genurile rezidă în gândirea lui Dumnezeu înainte de a lua ființă pe pământ.
Mai scrie un catehism (Andrias basilikos) în care realizează portretul suveranului ideal, regele-filosof, care trebuie să fie Dumnezeu pe pământ.
Scrie autobiografii, tratate teologice, de istorie și geografie (Istoria pământului, Geografia generală), lucrări de filosofie ca: Fizica prescurtată, Logica în rezumat. Studiază volumul pământului, afirmă sfericitatea acestuia, dovedind și serioase cunoștințe de optică.
Listă a operelor sale semnificative:
- Autobiographia
- Epistula universalior.
- Epitome logica.
- Epitome physica.
- Expositio in Psalmos.
- De processione Spiritus Sancti.
- De regia pellice templo ejecta
- De regis oficiis .
- Laudatio Sancti Ioanni Evangelistae.
- Orationes de vitae fine.
- Regia statua.
- Sermo ad monachos suos